# Argumentum ad lapidem
Argumentum ad lapidem (traducción literal: "apelar a la piedra") es una expresión latina que hace referencia a una falacia lógica que consiste en descartar una declaración como absurda sin dar prueba de su absurdo.
Las declaraciones ad lapidem son erróneas porque no abordan la validez de las posturas en disputa. Lo mismo se aplica a la prueba por aseveración, donde una declaración no probada o refutada se postula como verdadera exclusivamente en el ámbito en el que su certeza se haya afirmado.
El nombre de esta falacia se deriva de un incidente famoso en el que el crítico literario Samuel Johnson afirmó refutar la filosofía inmaterialista de George Berkeley (que las cosas materiales no son más que percepciones) al dar una patada a una gran piedra y afirmar: «Lo refuto así». Esta acción, que se dice que no prueba la existencia de la piedra fuera de las ideas formadas por la percepción, también se asevera que no contradice el argumento de Berkeley, y se considera que simplemente lo desestima.

## Ejemplo
- Ponente A: Las enfermedades infecciosas son causadas por microbios
- Ponente B: ¡Qué idea tan absurda!
- Ponente A: ¿Cómo es eso?
- Ponente B: Obviamente, es ridículo.

El orador B no proporciona evidencia o razonamiento, y cuando se le presiona afirma que la declaración del orador A es intrínsecamente absurda, por lo que se aplica la falacia.